# Liste der Baudenkmäler in Kirchenpingarten
Auf dieser Seite sind die Baudenkmäler in der oberfränkischen Gemeinde Kirchenpingarten zusammengestellt. Diese Tabelle ist eine Teilliste der Liste der Baudenkmäler in Bayern. Grundlage ist die Bayerische Denkmalliste, die auf Basis des Bayerischen Denkmalschutzgesetzes vom 1. Oktober 1973 erstmals erstellt wurde und seither durch das Bayerische Landesamt für Denkmalpflege geführt wird. Die folgenden Angaben ersetzen nicht die rechtsverbindliche Auskunft der Denkmalschutzbehörde.
 Diese Liste gibt den Fortschreibungsstand vom 30. April 2020 wieder und enthält 16 Baudenkmäler.

## Baudenkmäler nach Gemeindeteilen

### Kirchenpingarten
| Lage                                          | Objekt                  | Beschreibung | Akten-Nr.             | Bild                    |
| --------------------------------------------- | ----------------------- | --- | --------------------- | ----------------------- |
| Dorfplatz (Standort)                          | Heiliger Johann Nepomuk | Barocke Sandsteinfigur auf Volutensockel, erste Hälfte 18. Jahrhundert | D-4-72-156-3 Wikidata | Heiliger Johann Nepomuk |
| Hauptstraße 20 (Standort)                     | Wohnhaus                | Eingeschossiger Mansarddachbau mit Eckquaderung, bezeichnet „1799“ | D-4-72-156-2 Wikidata | BW                      |
| Kirchweg 2; Kirchweg 4 (Standort)             | Pfarrkirche St. Jakobus | Langhaus, Saalbau mit Walmdach und eingezogenem Chor, 1690/91 von Mathes Kerber, Chorflankenturm mit Pyramidendach Mitte 18. Jahrhundert, Turmobergeschoss modern; mit Ausstattung; Totenkapelle, Walmdachbau, 1752 von Mathes Kerber; Kirchhofmauer | D-4-72-156-1 Wikidata | weitere Bilder          |
| Nähe Hauptstraße; Reislaser Straße (Standort) | Bildstock               | Sogenannte Weiße Marter, ionische Säule auf hohem Sockel, vierseitiger Aufsatz mit Reliefs, bezeichnet „1719“ | D-4-72-156-4 Wikidata | BW                      |

### Dennhof
| Lage               | Objekt     | Beschreibung                                      | Akten-Nr.             | Bild |
| ------------------ | ---------- | ------------------------------------------------- | --------------------- | ---- |
| St 2177 (Standort) | Steinkreuz | Sandstein, oberer Kreuzarm fehlt, mittelalterlich | D-4-72-156-6 Wikidata | BW   |

### Kirmsees
| Lage                   | Objekt                                     | Beschreibung                                                                                  | Akten-Nr.              | Bild                                       |
| ---------------------- | ------------------------------------------ | --------------------------------------------------------------------------------------------- | ---------------------- | ------------------------------------------ |
| Kirmsees 2 (Standort)  | Sandsteinfigur des heiligen Johann Nepomuk | Bezeichnet „1732“                                                                             | D-4-72-156-7 Wikidata  | Sandsteinfigur des heiligen Johann Nepomuk |
| Kirmsees 39 (Standort) | Kruzifix                                   | Pfeiler mit dachförmigem Abschluss, Gusseisen auf Granitsockel, zweite Hälfte 19. Jahrhundert | D-4-72-156-16 Wikidata | BW                                         |

### Lienlas
| Lage                  | Objekt    | Beschreibung                                                                      | Akten-Nr.             | Bild |
| --------------------- | --------- | --------------------------------------------------------------------------------- | --------------------- | ---- |
| In Lienlas (Standort) | Bildstock | Sockel mit gedrungener Säule, vierseitiger Aufsatz mit Reliefs, bezeichnet „1719“ | D-4-72-156-8 Wikidata | BW   |

### Reislas
| Lage                           | Objekt                                | Beschreibung | Akten-Nr.              | Bild               |
| ------------------------------ | ------------------------------------- | --- | ---------------------- | ------------------ |
| Heinersbach (Standort)         | Bildstock, sogenannte Schwarze Marter | Sockel mit Säulenschaft und viereckigem Aufsatz mit Reliefs und bemalter Blechtafel, Sandstein, bezeichnet „1718“ | D-4-72-156-11 Wikidata | BW                 |
| Reislas 10 (Standort)          | Ehemaliges Schloss                    | Zweigeschossiger Walmdachbau, über der Tür Bildnische mit Muttergottesfigur, 1649                                 | D-4-72-156-9 Wikidata  | Ehemaliges Schloss |
| Unterer Stübleswald (Standort) | Waldkapelle                           | Massiver Walmdachbau mit Dachreiter, bezeichnet „1874“                                                            | D-4-72-156-10 Wikidata | BW                 |

### Tressau
| Lage                                              | Objekt                                                         | Beschreibung | Akten-Nr.              | Bild |
| ------------------------------------------------- | -------------------------------------------------------------- | --- | ---------------------- | ---- |
| Blöße Heide; Großer Anger; Im Brünndel (Standort) | Elf Grenzsteine                                                | Grenzsteine der ehemaligen Grenze auf der Geleitstraße zwischen Franken und Pfalz, auf der Oberseite eingemeißeltes Kreuz, Sandstein, 1535      | D-4-72-190-14 Wikidata | BW   |
| Blöße Heide (Standort)                            | Steinkreuz                                                     | Sandstein, mit eingeritztem Kreuz auf der Vorderseite, spätmittelalterlich                                                                      | D-4-72-190-15 Wikidata | BW   |
| Blöße Heide (Standort)                            | Kreuzstein und Grenzstein der ehemaligen Pfälzer Handelsstraße | Sandstein, spätmittelalterlich | D-4-72-190-16 Wikidata | BW   |
| Tressau 23 (Standort)                             | Ehemalige Mühle                                                | Zweigeschossiger Walmdachbau mit Dachreiter, Eckquaderung, Gurtgesims, über der Türe Marienfigur, um 1800                                       | D-4-72-156-12 Wikidata | BW   |
| Tressau 26 (Standort)                             | Ehemaliges Schloss                                             | Zweigeschossiger Satteldachbau, 17. Jahrhundert, in der zweiten Hälfte des Jahrhunderts erneuert, über der Tür Allianzwappen, bezeichnet „1693“ | D-4-72-156-13 Wikidata | BW   |

## Ehemalige Baudenkmäler
In diesem Abschnitt sind Objekte aufgeführt, die früher einmal in der Denkmalliste eingetragen waren, jetzt aber nicht mehr. Objekte, die in anderem Zusammenhang also z. B. als Teil eines Baudenkmals weiter eingetragen sind, sollen hier nicht aufgeführt werden. Aktennummern in diesem Abschnitt sind ehemalige, jetzt nicht mehr gültige Aktennummern.

| Lage                                           | Objekt     | Beschreibung        | Akten-Nr.    | Bild |
| ---------------------------------------------- | ---------- | ------------------- | ------------ | ---- |
| Kirchenpingarten An der Straße nach Lienlas () | Steinkreuz | Spätmittelalterlich | D-4-72-156-5 |      |